# Mirko Stojanović
Mirko Stojanović (Zágráb, 1939. június 11. –) horvát labdarúgókapus.
A jugoszláv válogatott tagjaként részt vett az 1962-es világbajnokságon.

## Sikerei, díjai
Dinamo Zagreb
- Jugoszláv bajnok (1): 1959–60

Crvena zvezda
- Jugoszláv bajnok (1): 1963–64
- Jugoszláv kupa (1): 1963–64